# Kunszállás

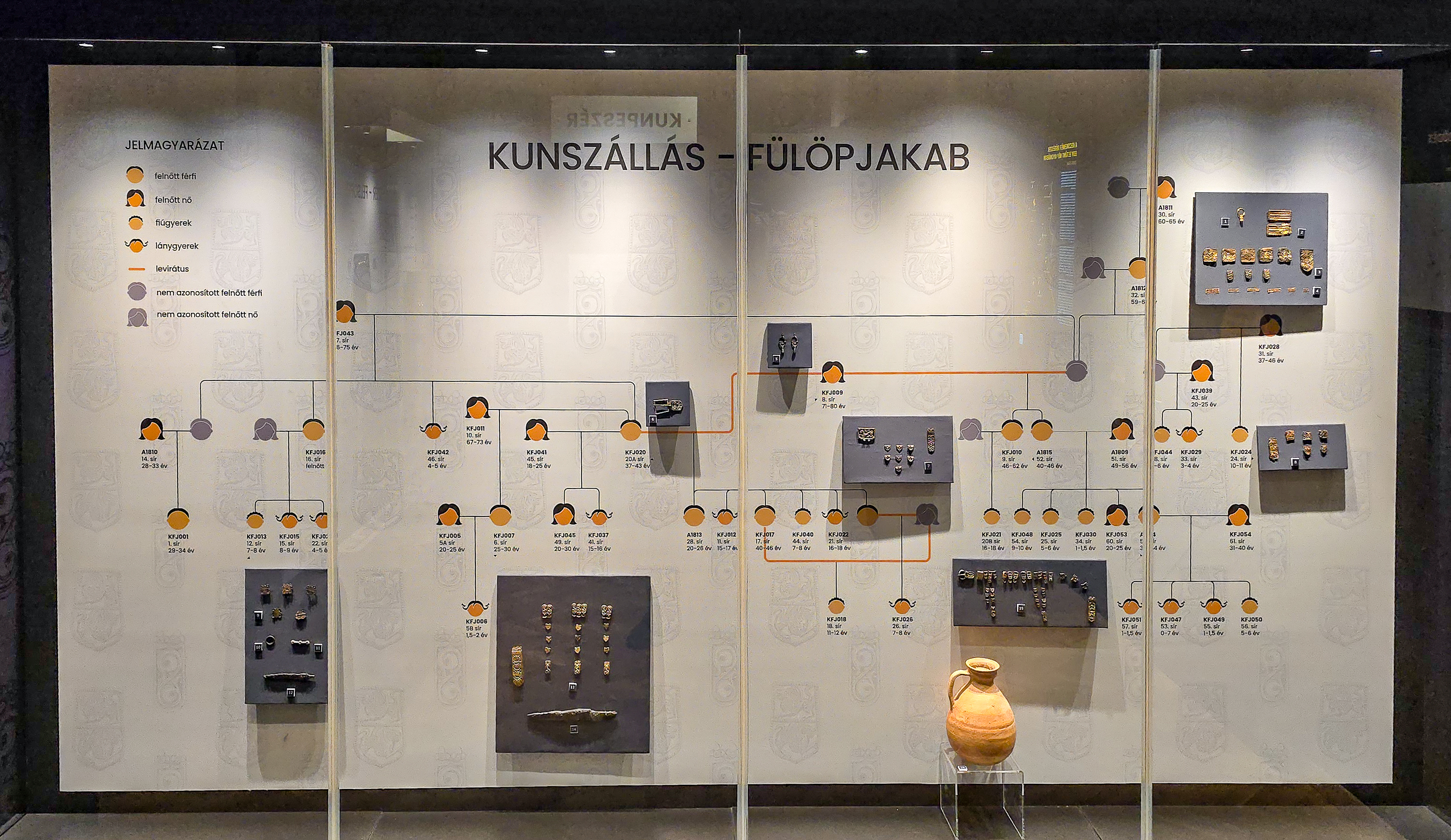
Tabló a Kecskeméti Katona József Múzeumban kunszállási avar leletekről, korabeli rokonsági viszonyokról

Kunszállás község Bács-Kiskun vármegyében a Duna–Tisza közi homokhátság középső részén, a Kiskunságban, a Kecskeméti járásban.

## Fekvése
Kecskemét és Kiskunfélegyháza között fekszik.
A szomszéd települések: észak felől Városföld, délkelet felől Kiskunfélegyháza, dél felől Bugac, délnyugat felől Fülöpjakab, északnyugat felől pedig Kecskemét Matkó nevű külterületi városrésze.

### Megközelítése
Határszélét északkeleten érinti az M5-ös autópálya, de annak itt nincs lehajtója, így a község közúton csak az 5401-es úton érhető el, az 5-ös főútról Városföld után letérve, vagy nyugati irányból, Jakabszállás-Fülöpjakab érintésével.
Autóbusszal megközelíthető Kecskemét és Kiskunfélegyháza felől is.
A hazai vasútvonalak közül a települést egy sem érinti, de a közvetlen közelében halad el keleti irányból a Cegléd–Szeged-vasútvonal, melyen ráadásul a község nevét viselő megállóhely (Kunszállás megállóhely) is létesült. Utóbbi a településtől bő 2 kilométerre északkeletre található, már Városföld területén, az 5401-es út vasúti keresztezésének északi oldalán.

## Története

### Őstörténet, középkor
Kunszállás területét már a bronzkorban is lakták. Őriznek néhány cserépmaradványt, melyeket az ott letelepedett emberek készíthettek közel 4 ezer évvel ezelőtt. Éltek a területen szarmaták, hunok, szlávok, avarok, még bolgárok is. A honfoglalás idején gyéren lakott volt a terület. Majd e vidék a „nemzet köztulajdona” lett, később királynéi birtok Kecskeméttel együtt. A tatárok nem sok pusztítani valót találtak, mert puszta (legelő) volt e táj.
A tatárjárás után IV. Béla, a „második honalapító” király az Illonchuk nemzetség kunjait telepítette e vidékre. Az itteni kunok bátrak, vitézek és a királyhoz hűséges harcosok voltak. Ennek köszönheti a falu az első írásos oklevelét is 1343. július 28-i keltezéssel, melyet Nagy Lajos királytól kaptak (védelmi okirat). A kunok jól gazdálkodó pásztornéppé váltak.
1423-ban a Magna Via-n (Nagy út) utazó Bertrandon de la Brongiére francia utazó a következőket írta: „Utam szép síkságon vezetett át, hol a lovak vadállatokhoz hasonlóan, egészen szabadon élnek, egymást éri a sok ménes.”
1526 augusztus végén a rabló török had elpusztította a kun falut. A szállás helyén sohasem épült új falu. A törökök által végzett 1546-os összeíráskor Kecskeméten 7 kun család tagjai laktak, ők feltehetőleg a mai Kunszállásról menekülhettek meg. Archiválva 2020. február 6-i dátummal a Wayback Machine-ben

### A török hódoltság után
A török kiűzése után sok évnek kellett eltelnie, hogy az „egész műveletlen róna” emberlakta területté váljék. A gazdasági fejlődést az 1780-as évekre jellemző természeti csapás is akadályozta. A rettentő nagy aszály „homoksivataggá” tette a tájat. 
Kunszállás mai közigazgatási területe az 1800-as évek elején hivatalosan megrajzolt, nyomdailag előállított térképeivel szinte azonos. Ez volt az a terület, amelyet Jakabszállás 1/3 részeként 1745-ben Majsa község 2250 rénes forintért, a redemptio adta lehetőséggel élve visszaváltott a Német Lovagrendtől. Innentől kezdve a terület jogosan tartozhatott a majsai közigazgatás alá. A terület elnevezése többször is változott: Majsa jakabszállási pusztája, Majsai Jakabszállás, Majsa-Jakabszállás, majd egybeírva Majsajakabszállás.
1747-ben a mai Matkó puszta közelében, az ún. majsai út mentén kocsma épült. Ez az akkori csárda fontos épület volt a forgalmas út mentén. Bizonyára látogatták a „szomjas betyárok” is, de a Majsa vagy Kecskemét felé átutazóknak is pihenőhelyül szolgált. Az itt befolyó jövedelem egy része Majsára került. Több mint másfélszáz év múlva, 1914-ben iskolai tantermet rendeztek be az elöregedett épületben. A csárdajelleg, az italmérés megszűnésének ideje nem ismert, viszont az épület maga közintézménnyé vált.
A redemptiót követő évtizedekben a sivár pusztaságra, a termőterületek meghódítására folyamatos bevándorlás kezdődött. Előbb gyéren lakott, majd egyre népesebb tanyavilággá változott a majsa-jakabszállási puszta. A 19. század közepén alig feleannyian laktak már itt, mint manapság. Életüket, munkájukat, magatartásnormáikat, helytelen szokásaikat rendezni volt szükséges. A váci egyházmegye püspöke missziós körzetet alakított ki majsajakabszállási központtal. A hittérítő, majd a továbbiakban a hitélet gyakorlására nevelő munkát 1854-től az egymást követő ferencesrendi szerzetesekre bízta. De a majsai közigazgatás is lépett. A képviselő-testület pusztabírói tiszttel ruházta fel Tóth Pált, aki rézpecsétet is kapott, melynek szövege: Majsajakabszállás puszta bírája 1858.
Iskola épült a pusztán, a község mai közepén 1856-ban, amelyben 1859-től a névadó, Tóth Pál lett a tanító, az 1904-ben történt nyugdíjazásáig. Az iskolához tanítói lakás is tartozott és kert a tanító számára. Az iskolához az 1870-es években hozzáépítettek egy kápolna-helyiséget, hogy ez szolgáljon templomul. Ezzel az épületegyüttessel vált bizonyossá egy falucentrum kiépülésének lehetősége. Éveken át elősegítette ezt a majsai képviselő-testület is, hiszen házhelyeket parcelláztak és árvereztek a letelepülni, otthont építeni szándékozók részére. Archiválva 2020. február 6-i dátummal a Wayback Machine-ben

### Templomépítés, önállósodási kísérletek
1350 fő több mint 40 300 korona adományából felépült a széles pusztaság és a környék kistelepüléseinek első legszebb temploma, amelyet 1896. július 19-én szenteltek fel. A mintegy 200 000 db tégla Földi László helybéli földbirtokos szántóterületéből került ki, az építési munkát Újszászi János félegyházi mester irányította. A templomtelket Kiskun-Majsa képviselő-testülete bocsátotta rendelkezésre.
Nagyszerű összefogással, igazi heroikus tettekkel bizonyított a puszta népe, előremutatva évtizedekre, évszázadokra. Szorgalommal, tettrekészséggel, nem lankadó igyekezettel. Ez időben felmerült a gondolat: nem lenne-e jobb, ha önálló település lenne a falucentrummal már rendelkező puszta? Ekkor nem volt ez lehetséges, de az 1908-as elszakadási kísérlet sem volt sikeres. Majsának jó jövedelemforrása volt ez a puszta és egyre több adót tudott innen beszedni különböző címeken. Bizonyára gyenge volt a kezdeményezés is, ugyanakkor Majsa kemény kézzel tartotta a területet és szándéka sem volt önállósítani a pusztát, bár jóllehet tudta: az 1910-ben már 1391 főt számláló település saját lábán is meg tudott volna állni. Ezektől a gondolatoktól a következő háborús évtized csendes volt.
Az újabb elszakadási kísérlet 1920-ban lángolt fel ismét, amelynek elfojtása két évig tartott. Az anyaközséggel lazább kapcsolatot jelentő pusztabírói státuszt, amelyet előbb Tóth Pál, majd utána Nemes Szabó Károly és Bognár Jenő tanítók töltöttek be, Majsa megszüntette. Helyette 1922-ben a majsai képviselő-testület új tanácsbéli (esküdtszéki) álláshelyet hozott létre, amelyet csak majsajakabszállási lakos tölthetett be, aki egyben a képviselő-testületnek is tagja volt mint pusztabíró. Ezt a szigorúbb jogállású pusztabírói tisztet töltötte be elsőként Gyöngyösi Alajos.
Botrányosabbá vált az 1931-32-es évek elszakadási kísérlete, amikor két küldöttség egymással ellenirányba vette útját. Az egyik Kiskunfélegyházához, a másik Kecskeméthez kívánta kapcsoltatni a települést. És mert hiányzott a bölcs egyetértés, meg a támogatottság is megoszlott, hamar bizonyosság vált, hogy az elszakadási szándék Majsától eleve kudarcra volt ítélve. A majsai képviselő-testület 1932. szeptember 2-án úgy foglalt állást, hogy a községre nézve nem lehet közömbös a puszta hovatartozandósága. Ha ellenükre mégis kormányzati döntés születne, ez esetben Kiskunmajsát feltétlenül kárpótolni kell. Archiválva 2020. február 6-i dátummal a Wayback Machine-ben

### Véglegesen önállósodik a falu
Fontos dátum a puszta történetében 1935. március 12. A négyszög alakú, csapott sarkú bélyegző használatával e napon nyílt meg a postaügynökség Kun Dezső vezetésével. Ezt a bélyegzőt 1942. augusztus 3-án kör alakúra cserélték és a postaügynökség postahivatallá alakult. A Kunszállás feliratú bélyegzőt 1948. március 21-től használták. A háború befejezése után 1945-ben a helybeliek feltehetően okultak az előzményekből. Határozottabban és alaposabb szervezőmunkával láttak hozzá az önállósodáshoz. Szerepet játszhatott ebben az is, hogy fontos emberek lehettek a májusban útba indított küldöttség tagjai, akik az alispáni hivatalig is eljutottak a pusztai nép kérésével, amelyet a helyi egyházközség is támogatott. Az események ezután gyorsan peregtek. 
Egy hónap se telt bele, és megérkezett Pest-Pilis-Solt-Kiskun vármegye főispánjához is, az alispánhoz is a Magyar Belügyminisztérium 1945. június 7-én kelt 91.186/1945.IV. számú rendelete, amely kimondja, hogy a „…Kiskunmajsa községhez tartozó Majsajakabszállás puszta önálló községgé alakulását megengedem és az új község jellegét szervezeti szempontból nagyközségben állapítom meg. Kívánatosnak tartom, hogy az új nagyközség községi életét mielőbb lehetőleg már 1945. évi július hó 1-jén megkezdje és ezért felhívom a vármegye alispánját, hogy a község megalakulása érdekében a szükséges intézkedéseket a legrövidebb időn belül tegye meg. Az újonnan alakult nagyközség neve ideiglenesen „Majsajakabszállás”,a község végleges nevét az 1898: IV. tc. 2. §-a alapján a község és a törvényhatóság meghallgatása után fogom megállapítani.” E rendeletben a község területe 3.617 katasztrális hold és 296 négyszögöl.
Az 1945. június 13-án kelt 5.288/1945. számú alispáni leirat elrendelte községi jegyző és írnok alkalmazását, a képviselő-testületi tagok létszámát ideiglenesen 20 főben állapította meg, majd intézkedéseket sürgetett az önálló anyakönyvi kerület megszervezésével kapcsolatban is. Mindezeket feladatként is a kiskunfélegyházi járás főjegyzője kapja, minthogy Majsajakabszállást ezúttal ebbe a járásba sorolták. A hivatalos szervezőmunka tehát beindult és közben megkezdődtek a helyi előkészületek is. 
1945. július 18-án létrejött Majsajakabszállás nagyközség. E napon az iskolában megtartották az első (alakuló) képviselő-testületi ülést. Döntöttek a Kiskunmajsa községgel való egyezkedés tárgyalására kiküldendő bizottság tagjairól, elhatározták ideiglenes kölcsön felvételét és a telefonszolgáltatás helyreállítását. 1945. július 31-én a község új nevének meghatározása céljából ülésezett a képviselő-testület. Az ekkor javaslatba hozott Kunszentjakab nevet a felsőbb hatóságok nem fogadták el. 
Az újabb javaslattételre 1947. március 29-én került sor, amikor a dr. Gyöngyösi Mátyás által előterjesztett és indokolt Kunszállás név használatát kérték engedélyezni. Az eljárás hosszabb időt vett igénybe, amely végül is az 1948. április 6-án kelt 177.540/1948.III.2. számú belügyminisztériumi rendelettel válhatott valóvá.
1950-1990-ig Kunszállás és Fülöpjakab egy községet alkotott Kunszállás központtal. Archiválva 2020. február 6-i dátummal a Wayback Machine-ben

## Közélete

### Polgármesterei
- 1990–1994: Makány Ferenc László (független)[3]
- 1994–1998: Makány Ferenc (FKgP)[4]
- 1998–2002: Badacsonyi József (független)[5]
- 2002–2006: Makány Ferenc (független)[6]
- 2006–2010: Kovács Imre (független)[7]
- 2010–2014: Kovács Imre (független)[8]
- 2014–2019: Kovács Imre (független)[9]
- 2019–2024: Almási Roland Márk (Fidesz-KDNP-Nemzeti Fórum Egyesület)[10]
- 2024– : Almási Roland Márk (Fidesz-KDNP-Nemzeti Fórum Egyesület)[1]

## Népesség
A település népességének változása:
| Lakosok száma | 1691 | 1661 | 1650 | 1703 | 1705 | 1681 | 1702 |
|               | 2013 | 2014 | 2018 | 2021 | 2022 | 2023 | 2024 |

A 2011-es népszámlálás során a lakosok 92%-a magyarnak, 0,7% németnek mondta magát (7,6% nem nyilatkozott; a kettős identitások miatt a végösszeg nagyobb lehet 100%-nál). A vallási megoszlás a következő volt: római katolikus 77,1%, református 1,5%, evangélikus 0,4%, felekezeten kívüli 3% (17,7% nem nyilatkozott).
2022-ben a lakosság 92,1%-a vallotta magát magyarnak, 1,5% németnek, 0,3% cigánynak, 0,2% szerbnek, 0,1% görögnek, 0,1% románnak, 2,5% egyéb, nem hazai nemzetiségűnek (7% nem nyilatkozott; a kettős identitások miatt a végösszeg nagyobb lehet 100%-nál). Vallásuk szerint 49,6% volt római katolikus, 2,1% református, 0,5% evangélikus, 0,2% görög katolikus, 19% egyéb keresztény, 0,8% egyéb katolikus, 8% felekezeten kívüli (36,6% nem válaszolt).

## Nevezetességei
- Kármelhegyi Boldogasszony római katolikus templom  Archiválva 2020. február 6-i dátummal a Wayback Machine-ben
- Gyöngyössy Mátyás Helytörténeti Gyűjtemény  Archiválva 2019. december 29-i dátummal a Wayback Machine-ben
- Szent István szobra
- Órák Háza  Archiválva 2019. december 29-i dátummal a Wayback Machine-ben
- Polyák Borászat - Szent Vince Pincészet  Archiválva 2019. december 29-i dátummal a Wayback Machine-ben
- Cines Horgásztó  Archiválva 2020. január 29-i dátummal a Wayback Machine-ben
- Nemes Bio Kertészet  Archiválva 2019. december 29-i dátummal a Wayback Machine-ben

## Testvértelepülés
Agyagfalva (Erdély) ősi székely falu Udvarhelyszékben a Nagy-Küküllő bal partján.
Testvérfalu megállapodás megkötésének éve: 2009.
| Ország  | Település  |
| ------- | ---------- |
| Románia | Agyagfalva |

## Szálláshelyek
- Székely Vendégház  Archiválva 2020. augusztus 9-i dátummal a Wayback Machine-ben
- Zöld Pázsit Vendégház 
- Kamilla Vendégház 